# ЗСУ-23-4
ЗСУ-23-4 Шилка (рус. ЗСУ-23-4 Ши́лка) је самоходно противавионско оруђе са 4 топа калибра 23 mm, првобитно произведено у Совјетском Савезу. Развијено је 1960-их година као замјена за оруђе ЗСУ-57-2.
Оруђе ЗСУ-23-4 има радар за контролу гађања што му омогућује дјеловање у свим временским условима и ноћу против нисколетећих авиона и хеликоптера. Извезено је и у земље ван Варшавског блока, и посебно се добро показало у Јом Кипур рату 1973. на страни Египта и у Вијетнамском рату на страни Сјеверног Вијетнама. У оба случаја, нисколетећи авиони који су избјегавали дејство СА-2 ПАВ ракета долазили су у поље дејства ЗСУ-24-4, гдје су уништавани. То је принудило Израелце и Американце на примјену нових тактичких поступака за савлађивање непријатељске ПВО.
Возило има 2000 граната за топове. Највећи хоризонтални домет је 7 km, вертикални 5.1 km. Ефикасни вертикални домет је 1.5 km, а за циљеве на земљи ефикасни хоризонтални домет је 2.5 km.

## Особине
- Земља: СССР
- Посада: 4
- Тежина: 19000
- Димензије:
  - Дужина: 6.54 m
  - Ширина: 2.95 m
  - Висина: 2.25 m (без радара)
- Радијус: 260
- Наоружање: 4 АЗП-23 23 mm противавионска топа
- Погонска група: Један В-6Р дизел-мотор са 280 КС (210 kW)

## Перформансе
- највећа брзина по путу: 44
- савлађује водену препреку до: 1.4
- савлађује вертикалну препреку до: 1.1
- савлађује ров до: 2.8